# تامی آنتراینر
تامی آنتراینر (انگلیسی: Tommy Untereiner؛ زادهٔ ۳۰ ژوئن ۱۹۸۹) بازیکن فوتبال اهل فرانسه است.